# Hippomenella chepigae
Hippomenella chepigae är en mossdjursart som beskrevs av Gontar 1993. Hippomenella chepigae ingår i släktet Hippomenella och familjen Escharinidae. Inga underarter finns listade i Catalogue of Life.